# Griechische Eishockeyliga 2000
Die Saison 2000 war die sechste Spielzeit der griechischen Eishockeyliga, der höchsten griechischen Eishockeyspielklasse. Meister wurde zum insgesamt dritten Mal in der Vereinsgeschichte Iptameni Pagodromoi Athen.